# 1971 en Algérie
Chronologie de l’Algérie
- 1967
- 1968
- 1969
- 1970
- 1971
- 1972
- 1973
- 1974
- 1975

Cet article présente les faits marquants de l'année 1971 en Algérie ou relatifs à l'Algérie; datation selon le calendrier grégorien.

## Événements
- 1er janvier : mise en place d'une réforme agraire. L'État distribue ses terres aux paysans qui n'en ont pas[1].
- 24 février : nationalisation de la production d’hydrocarbures à 51 % en Algérie[2].
- Avril 1971 : les derniers soldats français quittent l'Algérie[3].

## Sports

### Basket-ball
- Coupe d'Algérie de basket-ball 1970-1971
- Coupe d'Algérie de basket-ball 1971-1972

### Football
- Équipe d'Algérie de football en 1971
- Coupe du Maghreb des clubs champions 1970-1971
- Coupe du Maghreb des clubs champions 1971-1972
- Coupe du Maghreb des vainqueurs de coupe 1971-1972
- Championnat d'Algérie de football 1970-1971
- Championnat d'Algérie de football 1971-1972
- Championnat d'Algérie de football de deuxième division 1970-1971
- Championnat d'Algérie de football de deuxième division 1971-1972
- Coupe d'Algérie de football 1970-1971
- Coupe d'Algérie de football 1971-1972
- Saison 1970-1971 de l'USM Alger
- Saison 1971-1972 de l'USM Alger
- Saison 1970-1971 du MC Alger
- Saison 1971-1972 du MC Alger
- Saison 1971-1972 du MO Constantine

## Culture

### Cinéma
- Alger insolite (Tahia ya Didou !), film algérien réalisé par Mohamed Zinet, sorti en 1971.
- Les Aveux les plus doux, film franco-italo-algérien réalisé par Édouard Molinaro, sorti le 19 mai 1971. Il s'agit de l'adaptation de la pièce de théâtre du même nom écrite par Georges Arnaud en 1953.
- L'Opium et le Bâton (titre en arabe : الأفيون والعصا), film algérien réalisé par Ahmed Rachedi, sorti en 1969. Ce film raconte la lutte du peuple algérien pour l'indépendance à travers le quotidien d'un village de Kabylie. Adaption au cinéma du roman éponyme L'Opium et le Bâton, publié en 1965, de Mouloud Mammeri[4].
- Les Passagers, film algérien réalisé par Annie Tresgot, sorti en 1971.
- Patrouille à l'est (دورية نحو الشرق), long métrage algérien réalisé par Amar Laskri sorti en 1971.
- Remparts d'argile, film franco-algérien réalisé par Jean-Louis Bertuccelli, sorti en 1971 et récompensé par le prix Jean-Vigo.

## Naissances en 1971
- Naissance en Algérie en 1971

## Décès en 1971
- Décès en Algérie en 1971